# Cseh költők, írók listája
Ez a lista a cseh irodalom képviselőinek névsora, évszámmal ellátva. Nem tartalmazza az egykori Csehszlovákiában szlovák nyelven alkotó írókat. 

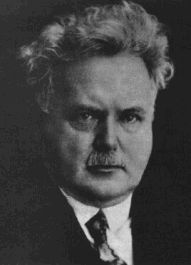
Viktor Dyk

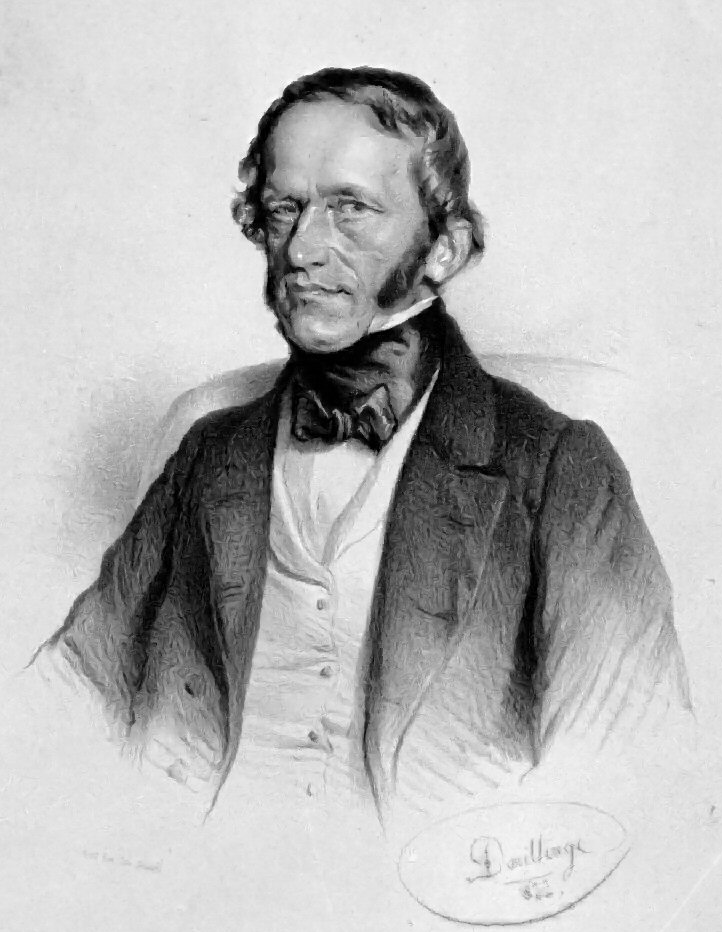
František Palacký

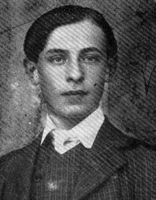
Vladislav Vancura

| Ábécé szerinti tartalomjegyzék                      |
| --------------------------------------------------- |
| A B C D E F G H I J K L M N O P Q R S T U V W X Y Z |

## A
- Richard Adamík (1867–1952)
- Michal Ajvaz (* 1949)
- František Albert (1856–1923)
- Michal Altrichter (* 1965)
- Karel Slavoj Amerling (1807–1884)
- Hana Andronikova (1967–2011)
- Jakub Arbes (1840–1914)
- Ludvík Aškenazy (1921–1986)
- Josef Augusta (1903–1968)

## B
- Jindřich Šimon Baar (1869–1925)
- Alena Bahníková (* 1948) műfordító
- Bohuslav Balbín (1621–1688)
- Josef Barák (1833–1883)
- František Michálek Bartoš (1889–1972)
- Eduard Bass (1888–1946)
- Jan Beneš  (1936–2007)
- Božena Benešová (1873–1936)
- Petr Bezruč (1867–1958)
- Ivan Binar
- Ivan Blatný (1919–1990)
- Vratislav Blažek
- Jaroslava Blažková (1933–2017)
- Jaroslav Boček
- Egon Bondy (1930–2007)
- Hanuš Bonn
- Karel Havlíček Borovský (1821–1856)
- Karel Boušek
- Zuzana Brabcová (1959–2015)
- Jiří Brabec
- Karel Bradáč
- Otokar Březina (1868–1929)
- Antonín Brousek
- Josef Brukner
- Ladislav Bublík
- Šimon Lomnický z Budče (1552–1622)

## C
- Vojtěch Cach (1914–1980)
- Helcsickí Péter (1390–1460)
- Josef Krasoslav Chmelenský (1800–1839)
- Matouš Collinus z Chotěřiny vagy Matouš Collinus z Chotěřiny (1516–1566)
- Comenius (1592–1670)
- Lenka Chytilová (* 1952)

## Č
- Jan Čapek
- Josef Čapek (1887–1945)
- Karel Čapek (1890–1938)
- Karel Matěj Čapek-Chod (1860–1927)
- František Josef Čečetka (1871–1942)
- Svatopluk Čech (1846–1908)
- František Ladislav Čelakovský, Marcian Hromotluk (1799–1852)
- Jan Čep (1902–1973)
- Jan Černý (1456–1530)
- Jan Černý-Nigranus, Jan Niger de Praga (1500/1510–1565)
- Václav Černý (1905–1987)
- Miroslav Červenka (1932–2005)

## D
- Oldřich Daněk
- Jiří Dědeček
- Jakub Deml  (1878–1961)
- Josef Dobrovský (1753–1829)
- Luboš Dobrovský
- Bartošek z Drahonic (1380–1443)
- Jan Drda (1915–1970)
- Jaroslav Durych (1886–1962)
- Marie Dušková
- Viktor Dyk (1877–1931)

## E
- Vratislav Effenberger (1923–1986), irodalomteoretikus
- Karel Eichler (1845–1918)
- Karel Engliš (1880–1961)
- Karel Jaromír Erben (1811–1870)
- Václav Erben (1930–2003)
- Karla Erbová (1933–2024)

## F
- Hanuš Fantl
- Viktor Fischl (1912–2006)
- Miroslav Florian
- Miloš Forman (1932–2018)
- Zdena Frýbová (1934–2010)
- Bedřich Fučík
- Julius Fučík (1903–1942)
- Ladislav Fuks (1923–1994)

## G
- František Gel, vagy František Feigel (1901–1972)
- František Gellner (1881–1914)
- Světlana Glaserová (1956–)
- Jarmila Glazarová, vagy Podivínská (1901–1977)
- Emilián Božetěch Glocar (1906–1985)
- František Götz (1894–1974)
- Jaroslav Goll (1846–1929)
- Hermann Grab, vagy Hermann Grab von Hermannswörth vagy Hermann Grab z Hermannswörthu (1903–1949)
- Jan Grossman (1925–1993) irodalom- és színházkritikus
- Jiří Gruša (1938–2011)

## H
- Milan Hamada kritikus
- František Halas (1901–1949)
- Vítězslav Hálek (1835–1874)
- Jaroslav Hašek (1883–1923)
- Lenka Hašková
- Jiřina Hauková (1919–2005)
- Jiří Havel
- Václav Havel (1936–2011)
- Jaroslav Havlíček
- Ladislav Hejdánek
- Jaroslav Hilbert (1871–1936)
- Josef Hiršal (19201–2003)
- Karel Hlaváček (1874–1898)
- David Crinitus z Hlavačova (1531–1586)
- Prokop Lupáč z Hlavačova (1530–1587)
- Adolf Hoffmeister (1902–1973)
- Vladimír Holan (1905–1980)
- Miroslav Holub (1923–1998)
- Josef Hora (1891–1945)
- Jaromír Hořec
- Jindřich Hořejší
- Alexandr Hořejší
- Egon Hostovský  (1908–1973)
- Bohumil Hrabal (1914–1997)
- František Hrubín
- Petra Hůlová (* 1979)
- Jaroslav Hutka

## J
- Václav Jamek (* 1949)
- Jan Jakubec (1862–1936)
- Zdeněk Janík (* 1923)
- Filip Jánský (1922–1987)
- Milan Jaris
- Jan Urban Jarník (1848–1923)
- Josef Jedlička (1927–1990)
- Čestmír Jeřábek (1893–1981)
- Milena Jesenská (1896–1944)
- Jan z Jenštejna (1350–1400)
- Valentin Bernard Jestřábský (1630–1719)
- Otto Ježek (1896–1957)
- Peter Jilemnický (1901–1949)
- Miloš Jirko (1900–1961)
- Alois Jirásek (1851–1930)
- Ivan Martin Jirous (1944–2011))
- Zdeněk Jirotka (1911–2003)
- Jaromír John (1882–1952)
- Radek John (* 1954)
- Emil Juliš (1920–2006)
- Josef Jungmann (1773–1847)
- Milan Jungmann (1922–2012)

## K
- Franz Kafka (1883–1924)
- Josef Kainar (1917–1971)
- Vašek Káňa
- Eva Kantůrková (* 1930)
- Václav Kaplický
- Svatopluk Karásek
- František Kautman
- Egon Erwin Kisch (1885–1948)
- Ivan Klíma (* 1931)
- Milan Koch
- Pavel Kohout (* 1928)
- Jiří Kolář
- Václav Kopecký
- Josef Kopta
- Karel Kosík
- Josef Kostohryz
- Iva Kotrlá
- Jan Kozák (1921–1995)
- Jaroslav Kratochvíl
- Jiří Kratochvil (* 1940)
- Eda Kriseová
- František Křelina
- Milan Kundera (* 1929)

## L
- Václav Lacina (1906–1993)
- Josef Lada (1887–1957)
- Lenka Lanczová (* 1964)
- František Langer (1888–1965)
- Josef Jaroslav Langer (1806–1846])
- Jiří Levý (1926–1967)
- Otakar Levý (1896–1946)
- Václav Hájek z Libočan († 1553–?)
- Josef Linda (1789–1834)
- Věra Linhartová (* 1938)
- František Listopad ([1921–2017)
- Artur London (1915–1986)
- Emil Artur Longen (1885–1936)
- Jan Lopatka (1940–1993)
- Jarmila Loukotková (1923–2007)
- Věra Ludíková (* 1943)
- Milena Lukešová  (1922–2008)
- Martin Lupáč († 1468–?)
- Arnošt Lustig (1926–2011))
- Jiří Karásek ze Lvovic (1871–1951)

## M
- Karel Hynek Mácha (1810–1836)
- Jiří Mahen (1882–1939)
- Marie Majerová (1882–1967)
- Vojtěch Martínek (1887–1960)
- Rudolf Medek (1890–1940)
- Vladimír Merta
- František Daniel Merth (1915–1995)
- Karel Michalek
- Karel Milota (1937–2002)
- Oldřich Mikulášek (1910–1985)
- Ladislav Mňačko
- Alena Mornštajnová (1963–)
- Vilém Mrštík (1863–1912)

## N
- Václav Bolemír Nebeský (1818–1882)
- Ondřej Neff (* 1945)
- Vladimír Neff (1909–1983)
- Jan Nejedlý (1776–1834)
- Zdeněk Nejedlý (1878–1962)
- Božena Němcová (1820–1862)
- Zdeněk Němeček (1894–1957)
- František Nepil (1929–1995)
- Petra Neomillnerová (* 1970)
- Jan Neruda (1834–1891)
- Josef Nesvadba (1927–1970)
- Stanislav Kostka Neumann (1875–1947)
- Štěpán Neuwirth (* 1944)
- Vítězslav Nezval (1900–1958)
- Arne Novák (1880–1939)
- Karel Novák (Karel Nový, 1890–1980)
- Tereza Nováková (1853–1912)
- Karel Nový (1890–1980)

## O
- Ivan Olbracht (1882–1952)
- August Olomoucký (1467–1513)
- František Omelka (1904–1960)
- Jiří Orten (1919–1941)
- Jan Otčenášek (1924–1979)

## P
- František Palacký (1798–1876)
- Karel Palek
- Vladimír Páral (* 1932)
- Jan Patočka (1907–1977)
- František Pavlíček  (1923–2004)
- Karel Pecka (1928–1997)
- Josef Peterka
- Eduard Petiška (1924–1987)
- Petr Placák
- Karel Plíhal
- Alexej Pludek (1923–2002)
- Zdeněk Pluhař (1913–1991)
- Karel Poláček (1892–1945)
- Lukáš Pražský (1460–1528)
- Petr Prouza (* 1944)
- Karel Ptáčník (1921–2002)
- Marie Pujmanová (1893–1958)

## Q
- Ladislav Quis (1846–1913)

## R
- František Rachtík
- Alfréd Radok
- Karel Václav Rais (1859–1926)
- Miloš Rejchrt
- Václav Renč (1911–1973)
- Peter Repka
- Pavel Řezníček (1942–2018)
- Sylvie Richterová (* 1945)
- Ján Roháč
- Zdeněk Rotrekl (1920–2013)
- Josef Rybák

## S
- Petr Šabach (1951–2017)
- Jan Schmid (* 1936)
- Jaroslav Seifert (1901–1986)
- Karol Sidon (* 1942)
- Jan Skácel (1922–1989)
- Ivan Skála (1922–1997)
- Petr Skoumal
- Ivan Slavík (1920–2002)
- Milada Součková (1898–1983)
- Antonín Sova (1864–1928)
- Jiří Stano (1926–2017)
- Vojtěch Steklač (1945–2021)
- Daniel Strož (* 1943)
- Valja Stýblová (1922–2020)
- Jiří Suchý (* 1931)
- Růžena Svobodová (1868–1920)
- Karel Sýs (* 1946)

## Š
- Michal Šanda (* 1965)
- Jaroslav Seifert  (1901–1986),  Nobel-díjas (1984)
- Karel Šiktanc (1928–2021)
- Milan Šimečka (1930–1990)
- Josef Škvorecký (1924–2012)
- Jiří Šotola (1924–1989)
- Fráňa Šrámek (1877–1952)
- Ladislav Štoll (1902–1981)
- Pavel Švanda (* 1936)
- Miloslav Švandrlík (1932–2009)

## T
- Karel Teige (1900–1951)
- Jan Tesánek (1728–1788)
- Rudolf Těsnohlídek (1882–1928)
- Karel Ignác Thám (1763–1816)
- Václav Thám (1765–1816)
- Pavel Tigrid (Pavel Schönfeld, 1917–2003)
- Anna Maria Tilschová (1873–1957)
- Josef Toman (1899–1977)
- Karel Toman (1877–1946)
- Jaromír Tomeček (1906–1997)
- Jáchym Topol (* 1962)
- Josef Topol (1935–2015)
- Jan Trefulka (1929–2012)
- Jan Matzal Troska (1881–1961)
- Jiří Třanovský (1592–1637)
- Václav Beneš Třebízský (1849–1884)
- Vlastimil Třešňák (* 1950)
- Kateřina Tučková (* 1980)
- Josef Kajetán Tyl (1808–1856)
- Jaromír Typlt (* 1973)

## U
- Milan Uhde (* 1936)
- Miloš Urban (* 1967)
- Zdeněk Urbánek (1917–2008)

## V
- Ludvík Vaculík (1926–2015)
- Miroslav Válek
- Edvard Valenta (1901–1978)
- Vladislav Vančura (1891–1942)
- Daniel Adam z Veleslavína (1546–1599)
- Felix Vodička (1909–1974)
- Jan Campanus Vodňanský, vagy Iohannes Campanus Vodnianus, Jan z Vodňan, Johann Campanus von Wodnan (1572–1622)
- Josef Vohryzek (1926–1998)
- Vladimír Vokolek (1913–1988)
- Ivan Vyskočil (* 1929)

## W
- Konrád Waldhauser (1326–1369)
- Jiří Weil (1900–1959)
- Richard Weiner (1884–1937)
- Jan Weiss (1892–1972)
- Jiří Weiss (1913–2004)
- Jan Werich (1905–1980)
- Ivan Wernisch (* 1942)
- Zikmund Winter (1846–1912)
- Jana Witthedová (* 1948)
- Jiří Wolker (1900–1924)

## Z
- Jan Zábrana (1931–1984)
- Jan Žáček (1932–2008)
- Jiří Žáček (* 1945)
- Jan Zahradníček (1905–1960)
- Jaroslav Žák (1906–1960)
- Miroslav Žamboch (* 1972)
- Jaroslav Zaorálek (1896–1947)
- Antonín Zápotocký (1884–1957)
- Jan ze Žatce (1350–1414)
- Vilém Závada (1905–1982)
- Stanislav Zedníček
- Julius Zeyer (1841–1901)
- Miroslav Zikmund (1919–2021)
- Jaroslav Žila (* 1961)
- Antonín Josef Zíma (1763–1832)